# ماندي تشو
ماندي تشو (بالإنجليزية: Mandy Cho)‏ هي ممثلة أمريكية، ولدت في 2 سبتمبر 1982 في مقاطعة ساكرامينتو في الولايات المتحدة.

## وصلات خارجية
- ماندي تشو على موقع IMDb (الإنجليزية)